# Francis Giolitti
Pour les articles homonymes, voir Giolitti.
Francis Giolitti, né le 15 avril 1940 à Cannes (Alpes-Maritimes), est un homme politique français.

## Biographie
Membre du conseil régional et conseiller municipal du Cannet, il est le suppléant de Max Gallo, élu député de la première circonscription des Alpes-Maritimes en 1981. Deux ans plus tard, à la suite de la nomination de ce dernier en tant que porte-parole du gouvernement, il le remplace sur les bancs de l'Assemblée nationale.
Siégeant au groupe socialiste, il est membre de la commission des affaires étrangères. Il conserve ses fonctions de député, malgré la fin des fonctions ministérielles de Max Gallo, celui-ci souhaitant se consacrer à son travail littéraire et à son mandat parlementaire européen.
En 1986, il est en 9e position sur la « liste de rassemblement pour une majorité de progrès » conduite par Jean-Hugues Colonna mais il n'est pas réélu, la liste obtenant seulement deux sièges. Tête de liste du Parti socialiste dans les Alpes-Maritimes, il est cependant élu conseiller régional de Provence-Alpes-Côte d'Azur.
Avec le retour du scrutin uninominal par circonscription, il se présente aux législatives de 1988 dans la neuvième circonscription des Alpes-Maritimes mais il est largement défait par le RPR Pierre Bachelet.
Reconduit au conseil régional en 1992, il mène une liste socialiste dissidente lors des élections régionales de 1998, sur l'initiative de Lucien Weygand, président du conseil général des Bouches-du-Rhône. Ces listes « alternatives », présentes dans quatre des six départements de PACA, obtiennent 4,33 % au niveau régional mais uniquement 0,66 % dans les Alpes-Maritimes.

## Détail des fonctions et des mandats
Mandat parlementaire
- 23 avril 1983 - 1er avril 1986 : député de la 1re circonscription des Alpes-Maritimes

Mandats locaux
- Conseiller municipal du Cannet
- Conseiller régional de Provence-Alpes-Côte d'Azur